# Noriaki
Noriaki (29 de maio de 1984 -) é um MC de hiphop, cantor, compositor, ator da Prefeitura de Yamagata.

## Característica
- Como estilo, é característico parecer uma piada na superfície e transmitir o conteúdo essencial nela contido. Em sua canção representativa "Kimi wa Poison", "Mostre-me suas roupas do dia a dia. Tente expô-lo. Com este coração, com a alma, o que você desenterrou é a verdade!" é transmitida, e o conteúdo que enfatiza essa "essencialidade" é o estilo[1].
- A razão pela qual parece uma piada na superfície é porque é uma expressão caricatural para música comercial dizendo que são obras e cantores com pouca essencialidade. Além disso, Noriaki consistentemente se refere a tais "musicais comerciais" como "fake" (falsificação não essencial).
- Ele sofreu bullying quando era estudante e se isolou, mas depois disso foi para a Universidade de Tsukuba e começou a praticar música principalmente no hip hop. Embora houve preocupações sobre as atividades na audição do escritório afiliado, "Estou bem porque tenho experiência de ser intimidado", sugerindo que a experiência de ser intimidado o fortaleceu[2].
- Ele lançou músicas em uma ampla variedade de gêneros, como Hip hop, pop, blues e rock.
- Alguns dos PVs das músicas do álbum “This is da Music.” São coestrelados por estrangeiros. No PV de sua canção representativa "Kimi wa Poison", ele co-estrelou com afro-americanos em Los Angeles, EUA, e registrou mais de 1,3 milhão de visualizações no YouTube.

## História
2005
- Em maio, inscreveu e passou no "Junior Audition" de Keiya Mizuno. A partir daí, iniciou suas atividades com a ideia de Yusaku Furuya, um diretor que é amigo de Mizuno.

2006
- Estreou em 22 de março com o 1º single “ Debut / unstoppable. ” Lançado na mesma época da versão em DVD. Na música gravada "unstoppable", a música comercial é chamada de "fake" e criticada.
- Em 21 de julho, o segundo single " Skyfish / Sexy Voice. " Foi lançado.

2007
- No dia 24 de outubro foi lançado o álbum “ This is da Music. ”. Em particular, a música gravada " Kimi wa Poison " é uma música composta e produzida pelo próprio Noriaki, e gravou mais de 1,4 milhão de visualizações no PV da conta oficial de Yusaku Furuya no YouTube.

2009
- No dia 5 de agosto, o blog oficial anunciou a suspensão das atividades, mas como não foi anunciada a aposentadoria, não se sabe sobre a retomada das atividades.

2018
- No dia 11 de janeiro, foi confirmado que ele foi entrevistado por seu nome real, Noriaki Takahashi, na Comunidade de Inteligência Artificial da Prefeitura de Yamagata (AIMY), no programa de rádio Yamagata Broadcasting "Getsukin Radio Pampakapan".[3].

2020
- Em 11 de dezembro, na conta de Furuya foi anunciado a hashtag "#NoriakivsCOVID19" junto com a "entrega de produção especial da mini-live Noriaki de apenas uma noite @YouTube 2020 em 24 de dezembro, cerca de 21:00".[4]..
- 24 de dezembro ao vivo de sucesso "Noriaki Special X'mas Live "THE REAL TIME"".
- E no dia 24 do mesmo mês, ele lançou uma nova música "know real key" pela primeira vez em 13 anos para pessoas em todo o mundo que lutam contra a pandemia de COVID-19 e trabalhadores médicos que lutam na linha de frente.

## Discografia
| Tipo      | Data de lançamento    | título               | música gravada |
| --------- | --------------------- | -------------------- | --- |
| 1º single | 22 de março de 2006   | Debut / Unstoppable  | 1. Debut 2. Unstoppable |
| 2º single | 21 de julho de 2006   | Skyfish / Sexy Voice | 1. Skyfish 2. Sexy Voice |
| 1º álbum  | 24 de outubro de 2007 | This is da Music     | 1. Opening 2. Debut 3. Kimi wa Poison 4. Alguém deveria me amar 5. SU / BE / TE 6. Kamikirimushi 7. Aimai na kanjyou no tsumatta burūsu 8. unstoppable 9. Skyfish 10. generation 11. father's day 12. futatsu no taiyou 13. the golden song |

### DVD
- Carisma Michi Musician Noriaki 〜THE REAL FACE〜 (24 de outubro de 2007)
- "Okorasekata Series"